# 河内美里
河内美里（日语：／ Kawauchi Misato */?，1997年10月11日—）是日本的女演员、创作歌手，所属的经纪公司是奥斯卡推广株式会社。

## 简历
河内美里的经纪公司是奥斯卡推广株式会社，她初中时开始做广告模特，2013年时出演电视节目，2014年首次出演电影。此外，她还开始了音乐活动，并于同年以歌手的身份亮相。她也在作曲上有所活跃。
2021年11月8日，宣布因身體不適將暫停未來的演出。2022年1月5日，宣布从2022年1月起恢复活动。

## 出演作品

### 纪录片
- 纪录片 Again〜再一次〜（2013年11月10日）[4]

### 电视剧
- 人渣的本愿（2017年1月）饰演 美里[5]
- 就活家族～一定會順利的～ 第5话（2017年1月）饰演 沙耶[6]
- 假面騎士EX-AID 第27話（2017年4月）饰演 相田望[7]
- 泰迦奥特曼 第3話（2019年）饰演 九条奈奈[8]

### 電視動畫
- 我的英雄學院 第五期（2021年）飾演 魃寧[9]

### 电影
- 死亡实况转播（日语：死の実況中継） 剧场版（2014年4月19日上映）饰演 依子[10]
- 妖怪（2014年7月6日上映）饰演 美里[10]
- 神人～Zan的后裔～（2016年10月22日上映）饰演 米娜[10]
- 冈野教授的千年花草谭（2020年3月13日） 饰演 水木晴子[10]

### 舞台剧和音乐剧
- 开往明天的列车将在今晚满天星海中停留（2013年10月24日）[11]
- 没有问题的我们（日语：問題のない私たち）（2015年8月5日）饰演 山下翠[11]
- 在遥远的时空中6 幻灯轮舞曲（2017年5月4日－10日）饰演 高塚梓[12]
- 四月是你的谎言（2017年8月24日－9月3日；9月7日－10日）饰演 澤部椿[11]
- 終將成為妳（2019年5月3日－12日）饰演 小糸侑[13]
  - 朗读剧《終將成為妳 关于佐伯沙弥香》（2020年10月29日－11月8日）[14]
- 二子玉川之恋（2019年8月22日－27日）饰演 中央倫子[15]
- 心理测量者 第1章 犯罪系数（2019年10月25日－11月10日）饰演 常守朱[16]
- Lycoris Recoil 莉可麗絲（2023年1月7日－15日，天王洲 銀河劇場）饰演 錦木千束[17]
- 肌肉魔法使-MASHLE-（2023年7月4日－11日；15日－17日）  飾演 雷蒙·厄文[18]
- 孤獨搖滾！（2023年8月11日－20日）飾演 伊地知星歌[19]